# K537/538次列车
K537/538次列车曾经为往返南宁与上海间的快速列车。目前没有列车使用这一组车次。

## 简介
K537/538次列车，是中国铁路曾运行于中央直辖市上海至广西壮族自治区首府南宁之间的快速旅客列车，现由南宁铁路局南宁客运段负责客运任务。列车使用25G型客车，沿沪昆铁路、京九铁路、吉衡铁路、衡柳铁路、湘桂铁路运行，行程1756公里，途经上海、浙江、江西、湖南、广西共4省1市1自治区，是南宁铁路局第一趟进沪列车。其中上海南站至南宁站运行27小时58分钟，使用车次为K537次；南宁站至上海南站运行30小时20分钟，使用车次为K538次。

## 历史
2004年11月11日，受浙赣线改造影响，铁路运行图进行调整。柳州铁路局亦进行部分列车运行图调整，原上海－南宁的K198/197次，现改为无锡－南宁（车次改为1380/1379次）。

2007年4月18日，全国铁路将实施第六次大面积提速调图，南宁-上海南站(经杭州东站)间的1380/1379次列车原普快列车改为快速列车，车次改为K537/538
2014年12月10日后，列车升级为特快列车，改用T25/26次列车，K537/538次列车车次留空。

## 相关资料来源
1. ↑  .   [2014-09-01]. （原始内容存档于2014-12-26）.
2. ↑  .   [2014-09-01]. （原始内容存档于2016-03-04）.
3. ↑  .   [2014-09-01]. （原始内容存档于2014-12-26）.
4. ↑  .   [2014-09-01]. （原始内容存档于2014-12-26）.